# Frogn
Frogn je norská obec v kraji Akershus. Správním sídlem je Drøbak. Na severu sousedí s obcí Nesodden, na východě s obcí Nordre Follo, na jihu s obcí Vestby a na západě s obcí Asker.

## Přírodní poměry
Obec leží u Oslofjordu v jižní části Skandinávského poloostrova. Nejvyšším místem je Varden s 229,4 metry nad mořem na ostrově Håøya, který je součástí obce. Severozápadně od Drøbaku leží menší ostrov Søndre Kaholmen s pevností Oscarsborg festning. Na severovýchodě a východě má obec přístup k Bunnefjordu.

## Doprava
Obcí prochází evropská silnice E134, která se ve východním extravilánu obce napojuje na evropskou silnici E6. Obec je propojena s obcí Asker silničním podmořským Oslofjordským tunelem, který spolu s Frognským tunelem tvoří část oslofjordské spojky. Drøbak je spojen trajekty s dalšími přístavy.